# Кім Да Мі
Кім Да Мі (кор.김다미) — південнокорейська акторка.

## Біографія та кар'єра
Кім Да Мі народилася 9 квітня 1995 в Південній Кореї.
З дитинства мріяла стати акторкою, любила дивитися драми і відчувати емоції дійових осіб. У середній школі відвідувала курси акторської майстерності в одній з академій. Для досвіду роботи перед камерою Кім Да Мі підробляла моделлю різних брендів одягу, використовуючи своє зростання і навички в грі, які здобула завдяки курсам і ролям у шкільному театрі. Після школи Кім Да Мі вступила до Інчхонського національного університету, навчаючись на кафедрі виконавських мистецтв.
Дебютувала як акторка в 2017 році в драмі «До римлян 8:37». Першою великою роботою на екрані стала роль Ю Мін И в детективному трилері «Маріонетка» (2017). Успіх і численні нагороди акторці принесла головна роль у фантастичному трилері «Відьма. Частина 1: Диверсія» (2018), знятому режисером Пак Хун Чжон. Акторка зіграла роль старшокласниці, яка пережила втрату пам'яті, після чого її удочерила літня пара. Ця роль принесла їй безліч нагород в номінації Найкраща нова акторка різних престижних кінопремій.
Драматична дорама «Ітевон клас» вийшла на екрани в 2020 році. Сюжет про молоду людину, яка відкриває свій ресторанний бізнес в районі Ітевон.
В цьому ж році акторка знімається в романтичній драмі «Привіт, моя споріднена душа», ремейку китайського фільму «Родинна душа» (2016).

## Фільмографія

### Фільми
| Рік          | Назва                         | Роль     |
| ------------ | ----------------------------- | -------- |
| 2017         | «Маріонетка»                  | Ю Мін И  |
| 2018         | «Відьма. Частина 1: Диверсія» | Джа Юн   |
| 2022         | «Відьма. Частина 2»           | Джа Юн   |
| В очікуванні | «Привіт, моя споріднена душа» | Ан Мі Со |

### Телевізійні серіали
| Рік       | Назва              | Роль       | Мережа |
| --------- | ------------------ | ---------- | ------ |
| 2020      | «Ітевон клас»      | Чо Ісо     | JTBC   |
| 2021-2022 | Наше улюблене літо | Кук Йон Су | SBS    |

## Нагороди
| Рік  | Нагорода                                    | Категорія                    | Робота                      | Результат |
| ---- | ------------------------------------------- | ---------------------------- | --------------------------- | --------- |
| 2018 | 22-й Фантастичний міжнародний кінофестиваль | Найкраща акторка             | Відьма. Частина 1: Диверсія | Перемога  |
| 2018 | 55-а Премія Grand Bell                      | Найкраща акторка             | Відьма. Частина 1: Диверсія | Перемога  |
| 2018 | 27-а Кінопремія Buil                        | Найкраща акторка             | Відьма. Частина 1: Диверсія | Перемога  |
| 2018 | 2-а Сеульська премія                        | Найкраща акторка             | Відьма. Частина 1: Диверсія | Перемога  |
| 2018 | 18-е Нагородження режисера                  | Найкраща нова акторка        | Відьма. Частина 1: Диверсія | Перемога  |
| 2018 | 39-а Кінопремія Блакитний дракон            | Найкраща нова акторка        | Відьма. Частина 1: Диверсія | Перемога  |
| 2018 | 55-а премія Daejong Film Awards             | Найкраща нова акторка        | Відьма. Частина 1: Диверсія | Перемога  |
| 2018 | 6th Marie Claire Asia Star Awards           | Популярна зірка              | Відьма. Частина 1: Диверсія | Перемога  |
| 2018 | 3rd London Asian Film Festival              | Популярна зірка              | Відьма. Частина 1: Диверсія | Перемога  |
| 2018 | 18th Korea World Youth Film Festival        | Популярна акторка            | Відьма. Частина 1: Диверсія | Перемога  |
| 2018 | 3rd Asia Artist Awards                      | Rookie Award                 | Відьма. Частина 1: Диверсія | Перемога  |
| 2018 | 2-а Премія Elle Style                       | Наступна супер-ікона (жінки) | Н/Д                         | Перемога  |
| 2018 | Olleh TV Movie of the Year Awards           | Велика акторка               |                             | Перемога  |
| 2019 | 10th кінопремія KOFRA                       | Найкраща нова акторка        | Відьма. Частина 1: Диверсія | Перемога  |
| 2019 | 24-а Премія Chunsa Film Art                 | Найкраща нова акторка        | Відьма. Частина 1: Диверсія | Номінація |
| 2019 | 55-а Премія Пексан                          | Найкраща нова акторка        | Відьма. Частина 1: Диверсія | Номінація |